# Upplands runinskrifter 640
Upplands runinskrifter 640 är en vikingatida runsten av gnejsgranit i Väppeby, Kalmar socken och Håbo kommun. Runstenen är 2,10 meter hög och 0,60 meter bred. Runhöjden är 8-9 centimeter. På stenens västre sida finns ett par borrhål med rester av grindhakar av järn. Samma bröder som lät resa denna sten efter sin far omnämns också på runstenen U 648. Den inskriften är senare då en av dem avlidit och den andre, Sighjälm, låtit resa en sten till hans minne.

## Inskriften
Translitterering av runraden:
× kus × auk × sikhialmr × litu + raisa + stin × iftiʀ · ant[ui]t · fa[þ]ur sin ·
Normalisering till runsvenska:
Kuss(?)/Guss(?) ok Sighialmʀ letu ræisa stæin æftiʀ Andvett, faður sinn.
Översättning till nusvenska:
kus och Sighjälm läto resa stenen efter Andvätt, sin fader.